# Arc Club de Nîmes
L'Arc Club de Nîmes est un club nîmois de tir à l'arc fondé en 1985 et affilié à la Fédération française de tir à l'arc.

## Histoire
En 1982, Émile Jourdan, maire de Nîmes, et Alain Clary, adjoint aux sports, inaugurent l'implantation d’une section tir à l’arc CSAM, sur le terrain de tir à l’arc situé au stade de l’Assomption.
En 1985, la section tir à l’arc CSAM fusionne avec le Club Rome Française et donne naissance à l’Arc Club de Nîmes, le club compte alors 60 licenciés.
En mars 1986, Jean Bousquet, maire de Nîmes, et Jean Agot, adjoint aux sports, inaugurent la salle spécifique « Tir à l’arc » de l’assomption.

## Organisation de compétitions
De 1987 à 1996, en juin de chaque année, le club organise une compétition internationale en extérieur réunissant plus de 200 archers venant de 6 nations.
En mars 2003, le club organise les championnats du monde de tir à l'arc en salle qui connurent un grand succès avec plus de 10 000 spectateurs. Cet événement a permis l’agrandissement du complexe de Tir à l’Arc de l'Assomption avec l'inauguration d'une 2e salle spécifique par Jean-François Lamour, ministre des sports, et Jean-Paul Fournier, maire de Nîmes.
En 2010, le club organise le World Archery Challenge en partenariat avec la Fédération Internationale de Tir à l'Arc et le World Archery Festival de Las Vegas.
Le club a organisé à deux reprises les championnats du monde de tir à l'arc en 2003 et 2014.

### Nîmes Archery Tournament
Depuis 1997, l'Arc Club de Nîmes organise le Nîmes Archery Tournament, tournoi qui rassemble 1200 athlètes et leurs accompagnateurs de plus de 50 nationalités différentes en provenance de tous les continents. Pendant trois jours, ces archers tente de remporter cette manche des Indoor World Series.
Le 20 janvier 2017, lors de la 3e étape de la Coupe du monde de tir à l'arc en salle à Nîmes, Brady Ellison bat le record du monde en salle à 18 mètres avec 599 points sur 600.
En 2020, l'Arc Club de Nîmes organise du 17 au 19 janvier 2020, son 22e tournoi dans la salle Le Parnasse.
C'est le deuxième événement le plus important de la ville après la Feria en termes de nuitées, 7000 à 8000 nuitées d'hôtellerie sont réservées sur les trois jours de l'événement, qui a lieu en janvier, un mois creux pour l'hôtellerie. Selon une étude réalisée par la Chambre de commerce et d'industrie du Gard, environ deux millions d'euros de retombées économiques sont générées au niveau national. Cet événement est donc devenu très important pour une partie de l'économie nîmoise.

## Effectifs
Le club passe de 60 licenciés en 1985 à plus de 160 en 2007. 50% des archers ont moins de 18 ans.
En 2020 le club compte plus de 200 licenciés.

## Palmarès

### Par équipe
L'équipe hommes du club est élue championne d'Europe en 2010, vice-championne en 2015 et 2018, et obtient une médaille de bronze en 2014.
L'équipe hommes du club participe également au Championnat de France de tir à l'arc D1 et est sacré championne de France en 1986, 2010 et 2016, vice-championne en 2004, 2006, 2011 et 2013 et obtient la 3e place en 2009, 2014, 2015 et 2018.
L'équipe femmes du club est élue championne d'Europe en 2018 et obtient une médaille de bronze en 2009.
L'équipe femmes du club participe également au Championnat de France de tir à l'arc D1 et est sacré championne de France en 2000, 2001 et 2002, vice-champion en 2003 et 2009 et obtient la 3e place en 2004, 2008, 2010, 2012 et 2018